# East Gawler River
Der East Gawler River ist ein Fluss im Norden des australischen Bundesstaates Tasmanien.

## Geografie
Der rund zwölf Kilometer lange East Gawler River entspringt rund zwei Kilometer westlich der Kleinstadt Upper Castra. Von dort fließt er nach Nord-Nordosten und bildet etwa drei Kilometer nordwestlich der Kleinstadt Sprent zusammen mit dem West Gawler River den Gawler River.